# Viktor Markin
Viktor Fjodorovič Markin, rusky Виктор Фёдорович Маркин (* 23. února 1957 Okťabrskij) je bývalý sovětský atlet, sprinter, specialista na 400 metrů, dvojnásobný olympijský vítěz.
S atletickým tréninkem začal v 19 letech při studiu dětského lékařství v Novosibirsku. V dubnu 1980 si vytvořil osobní rekord na 400 metrů časem 46,96, v červenci téhož roku se zlepšil na 45,34. V olympijském finále v Moskvě zvítězil na této trati v novém osobním a evropském rekordu 44,60. Druhou zlatou medaili na olympiádě v roce 1980 získal jako člen štafety SSSR na 4 × 400 metrů.
Po olympiádě přerušil kariéru, aby dokončil studia. Po návratu v roce 1982 získal bronzovou medaili na Mistrovství Evropy v Aténách v běhu na 400 metrů i ve štafetě na 4 × 400 metrů. Při premiéře světového šampionátu v Helsinkách v roce 1983 byl členem vítězné štafety SSSR na 4 × 400 metrů.